# 2016년 미국 상원의원 선거
2016년 미국 상원의원 선거는 전체 100석의 미국 상원 의원 중 3분의 1에 해당하는 34석의 의원을 선출하기 위해 2016년 11월 8일에 실시되었다. 이 선거는 대통령 선거, 하원의원 선거와 동시에 치러졌다. 선거 전 여론조사에서는 민주당이 4석을 추가로 획득해 다수당 지위를 차지할 것으로 예측되었으나 실제로는 2석을 추가로 획득하는 데 그쳐 공화당이 다시 다수당 지위를 지키게 되었다. 민주당은 뉴햄프셔주의 켈리 에이욧, 일리노이주의 마크 커크를 대신하여 태미 더크워스, 매기 하산이 당선되었으며, 공화당은 새로 획득한 지역이 없다. 이 선거를 끝으로 해리 리드는 민주당 원내대표 직을 사임하였으며 후임은 뉴욕주에서 다시 당선된 척 슈머가 당선되었다.

## 선거 과정

### 선거 예측
| 지역구           | 현역 의원       | 쿡 리포트 (11월 2일) | 사바토 (11월 7일) | 로덴버그 (11월 3일) | 코스 (11월 7일) | RCP (11월 2일) | 538 (11월 7일) | NYT (11월 7일) |
| ---------------- | --------------- | -------------------- | ----------------- | ------------------- | --------------- | -------------- | -------------- | -------------- |
| 알래스카주       | 리사 머카우스키 | 공화당 확실          | 공화당 예측       | 공화당 예측         | 공화당 예측     | 공화당 예측    | 공화당 98%     | 공화당 99%+    |
| 애리조나주       | 존 매케인       | 공화당 우세          | 공화당 확실       | 공화당 확실         | 공화당 확실     | 공화당 우세    | 공화당 97%     | 공화당 99%     |
| 콜로라도주       | 마이클 베넷     | 민주당 확실          | 민주당 예측       | 민주당 예측         | 민주당 예측     | 민주당 우세    | 민주당 95%     | 민주당 96%     |
| 플로리다주       | 마코 루비오     | 공화당 우세          | 공화당 우세       | 공화당 우세         | 공화당 확실     | 경합           | 공화당 87%     | 공화당 85%     |
| 조지아주         | 조니 아이작슨   | 공화당 확실          | 공화당 예측       | 공화당 예측         | 공화당 예측     | 공화당 확실    | 공화당 97%     | 공화당 99%     |
| 일리노이주       | 마크 커크       | 민주당 우세          | 민주당 확실       | 민주당 우세         | 민주당 예측     | 민주당 확실    | 민주당 97%     | 민주당 98%     |
| 노스캐롤라이나주 | 리처드 버       | 경합                 | 공화당 우세       | 경합                | 경합            | 경합           | 공화당 69%     | 공화당 67%     |

## 같이 보기
- 2010년 미국 상원의원 선거